# Köpenhamns Re-tåg
Köpenhamns Re-tåg är ett nät av regionaltåg som betjänar Köpenhamnsregionen, främst de områden som inte betjänas av S-tåg, samt angränsande områden. Nätet körs av DSB och trafikerar det nationella järnvägsnätet, i motsats till S-tåg som har ett eget nät.
Sammanlagt finns det 32 stationer inom Köpenhamns lokaltrafikområde där Re-tågen stannar. Av dessa är två underjordiska och ligger i zon 1 och 2 (motsvarande Köpenhamns och Frederiksbergs kommuner). Re-tåg kör alltid på fasta minuttal, vanligen två eller tre gånger i timmen. 
Stationer där Re-tågen stannar har en symbol i form av en grön, nästan kvadratisk rektangel märkt med de vita bokstäverna "Re".
Inom Själland, Lolland, Falster och Møn har all kollektivtrafik ett gemensamt biljettsystem som marknadsförs av Din Offentlige Transport (DOT), ett samarbete mellan DSB, bussbolaget Movia och Köpenhamns metro. För resor utanför området, till exempel över Öresund eller till Fyn och Jylland, krävs en DSB-biljett.

## Regionaltågslinjer (som berör Köpenhamn, alla stationer inte medtagna)
- Linje 40: Helsingør - Köpenhamn H - Köpenhamns Flygplats (- vidare mot Sverige), Öresundståg (Kystbanen/Öresundsbanan)
- Linje 56: Østerport - Köpenhamn H - Roskilde - Holbæk - Kalundborg (Vestbanen/Nordvestbanen)
- Linje 50: Østerport - Köpenhamn H - København Syd eller Roskilde - Ringsted - Slagelse - Odense (Vestbanen samt Köpenhamn–Ringsted-banan)
- Linje 54: Østerport - Köpenhamn H - København Syd eller Roskilde - Ringsted - Nykøbing Falster (Vestbanen/Sydbanen samt Köpenhamn–Ringsted-banan)

Linjenumren används av DSB i deras tidtabeller, men används inte i dagligt tal.

Före 1990-talet användes enbart dieseltåg (banorna var inte heller elektrifierade). Idag är de flesta järnvägar som DSB använder öster om Lilla Bält elektrifierade. En helt ny dubbelspårig höghastighetsbana invigdes 2019, mellan Ny Ellebjerg (nuvarande København Syd) och Ringsted. Denna bana är avsedd för kommande snabbtåg mot Tyskland och för tåg mot Fyn och Jylland.
Tågen körs med dubbeldäckartåg med separat lok. Det är beslutat att alla sträckor som trafikeras av Re-tågen ska elektrifieras, senast omkring 2025.
I Köpenhamns innerstad, på sträckan Klampenborg–Høje Taastrup, går S-tåg och Re-tåg parallellt på separata spår och Re-tågen stannar endast i Klampenborg, Hellerup, Østerport, Nørreport, Köpenhamn H, Valby och Høje Taastrup.  För København Syd station finns ganska stora framtidsplaner, när Metrolinje M4 når dit 2024 och överfarten Rødby-Puttgarden kan tas i bruk. Køge Nord station medger byte mellan S-tåg och regionaltåg har en spektakulär perrongbro över E47 motorvägen.